# Restauration de l'indépendance de l'Estonie
La restauration de l'indépendance de l'Estonie (juridiquement définie comme la restauration de la république d'Estonie) est célébrée le 20 août en souvenir du 20 août 1991 où, à 23h 02 heure locale, le Soviet suprême estonien, en accord avec le Comité estonien (l'organe exécutif du Congrès estonien) a proclamé l'indépendance de l'Estonie vis-à-vis de l'Union soviétique. Le 20 août est un jour férié en Estonie. 

## La tentative de coup d'État soviétique de 1991
Le coup d'État d'août ou Putsch d'août a eu lieu les 19 et 22 août 1991 et était une tentative des membres du gouvernement de l'Union soviétique de prendre le contrôle du pays au détriment du président et secrétaire général soviétique Mikhaïl Gorbatchev . 

## 19 août 1991
Tandis que l'attention militaire et politique de l'Union soviétique se focalisait sur la tentative de coup d'État à Moscou, diverses républiques de l'Union soviétique ont profité de l'occasion pour déclarer leur indépendance. Dans la soirée du 19 août, des délégués du Soviet suprême d'Estonie et du Comité estonien ont entamé des négociations pour déclarer l'indépendance de la république d'Estonie. Le débat principal était crucial : l’Estonie devait-elle déclarer son indépendance en tant que nouvelle République ou poursuivre la poursuite juridique de la république d’Estonie établie en 1918 et occupée depuis 1940 ? 

## 20 août 1991
Le soir du 20 août 1991, à 23 h 02, lors d'une retransmission en direct diffusée sur la télévision estonienne, le Soviet suprême estonien a voté la déclaration de sa restauration de l'indépendance. Sur les 105 délégués du Soviet suprême estonien, 70 étaient présents, 69 ont voté en faveur de la restauration de l'indépendance. Deux délégués, Klavdia Sergij et Kaido Kama, ne se sont pas inscrits pour voter et sont sortis avant le début du vote. Ceux qui ont voté en faveur de la restauration étaient  : 
- Ülle Aaskivi
- Mati Ahven
- Andres Ammas
- Tõnu Anton
- Uno Anton
- Lembit Arro
- Hillar Eller
- Kaljo Ellik
- Ignar Fjuk
- Illar Hallaste
- Liia Hänni
- Arvo Junti
- Jaak Jõerüüt
- Rein Järlik
- Ants Järvesaar
- Villu Jürjo
- Hillar Kalda
- Teet Kallas
- Peet Kask
- Johannes Kass
- Kalju Koha
- Valeri Kois
- Mai Kolossova
- Jüri Kork
- Toomas Kork
- Heino Kostabi
- Ahti Kõo
- Tiit Käbin
- Ants Käärma
- Mart Laar
- Marju Lauristin
- Enn Leisson
- Jüri Liim
- Jaan Lippmaa
- Alar Maarend
- Tiit Made
- Mart Madissoon
- Tõnis Mets
- Aavo Mölder
- Ülo Nugis
- Ants Paju
- Eldur Parder
- Heldur Peterson
- Andrei Prii
- Priidu Priks
- Jüri E. Põld
- Enn Põldroos
- Koit Raud
- Jüri Reinson
- Andrus Ristkok
- Jüri Rätsep
- Arnold Rüütel
- Tõnu Saarman
- Edgar Savisaar
- Hanno Schotter
- Lehte Sööt
- Aldo Tamm
- Rein Tamme
- Andres Tarand
- Indrek Toome
- Enn Tupp
- Ain Tähiste
- Uno Ugandi
- Ülo Uluots
- Heinrich Valk
- Ants Veetõusme
- Rein Veidemann
- Helgi Viirelaid
- Vaino Väljas

## 21 août 1991
Le matin du 21 août 1991, des parachutistes soviétiques occupent la tour de télévision de Tallinn et interrompent les programmes. Dans l'après-midi du même jour, lorsqu'il devient clair que le coup d'État à Moscou a échoué, les parachutistes mettent fin à l'occupation de la tour et quittent l'Estonie.[réf. nécessaire]